# Magheralin
Magheralin is een plaats in het Noord-Ierse County Down. Magheralin telt 1134 inwoners. Van de bevolking is 66,8% protestant en 29,6% katholiek.